# San Amaro
San Amaro ist eine Gemeinde (municipio) mit 1.039 Einwohnern (Stand: 2024) in der Provinz Ourense in der Autonomen Region (Comunidad Autónoma) Galicien im Nordwesten Spaniens.

## Lage und Klima
San Amaro liegt etwa 15 km westnordwestlich von Ourense in einer Höhe von ca. 475 m. 
Das vom Atlantik geprägte Klima ist gemäßigt und nicht selten regnerisch (ca. 1121 mm/Jahr).

## Bevölkerungsentwicklung der Gemeinde
Quelle: INE-Archiv – grafische Aufarbeitung für Wikipedia
Durch Fortzug in die umliegenden Städte ist die Bevölkerung seit den 1950er Jahren stetig gesunken.

## Gemeindegliederung
Die Gemeinde Rubiá ist in acht Parroquias gegliedert:
| Parroquias | Patrozinium           | Einwohner 2024 | Fläche km² | Dichte Einw./km² | Höhe msnm | Ortskennzahl |
| ---------- | --------------------- | -------------- | ---------- | ---------------- | --------- | ------------ |
| Anllo      | Santiago              | 128            | 3,62       | 35               | 386       | 32074010000  |
| O Barón    | San Fiz               | 2              | 0,31       | 6                | 0         | 32074080000  |
| Beariz     | San Martiño           | 253            | 2,89       | 88               | 394       | 32074020000  |
| Eiras      | Santa Ouxea           | 90             | 5,07       | 18               | 369       | 32074030000  |
| Grixoa     | Santa María das Neves | 194            | 3,64       | 53               | 390       | 32074040000  |
| Las        | San Cibrao            | 165            | 5,04       | 33               | 421       | 32074050000  |
| Navío      | San Fiz               | 72             | 3,94       | 18               | 376       | 32074060000  |
| Salamonde  | Santa María           | 145            | 4,45       | 33               | 353       | 32074070000  |

## Wirtschaft
| Ackerbau, Viehzucht und Fischerei                                                  | 024 | 07,12  |
| Industrie                                                                          | 069 | 020,47 |
| Bauwirtschaft                                                                      | 031 | 09,20  |
| Dienstleistungsbetriebe                                                            | 213 | 063,20 |
| Total                                                                              | 337 | 100,00 |
| * Daten aus dem Statistischen Amt für Wirtschaftliche Entwicklung in Galicien, IGE |     |        |

## Sehenswürdigkeiten
- Höhlenmalereien

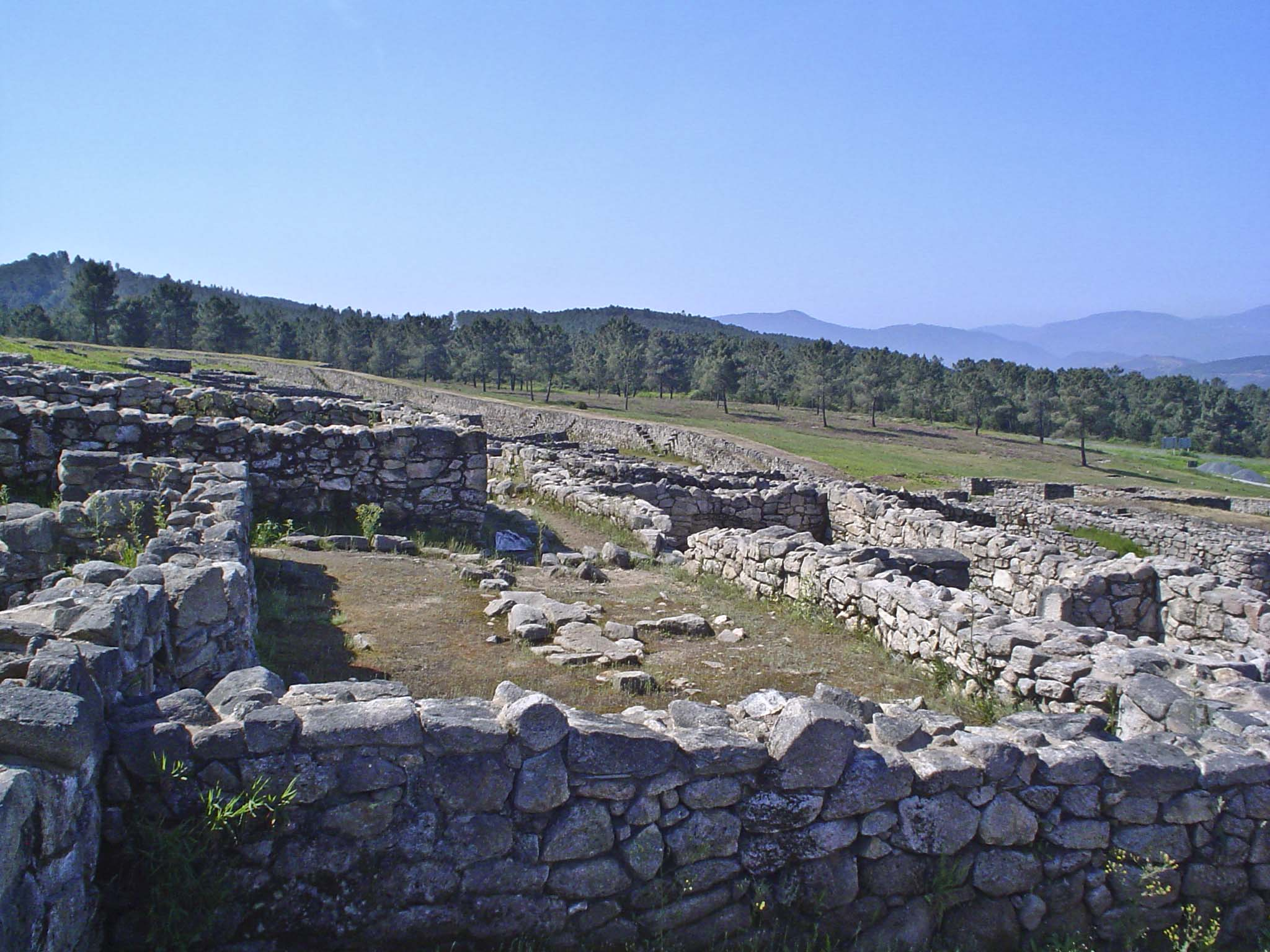
Reste der Burganlage von San Cibrao de Las
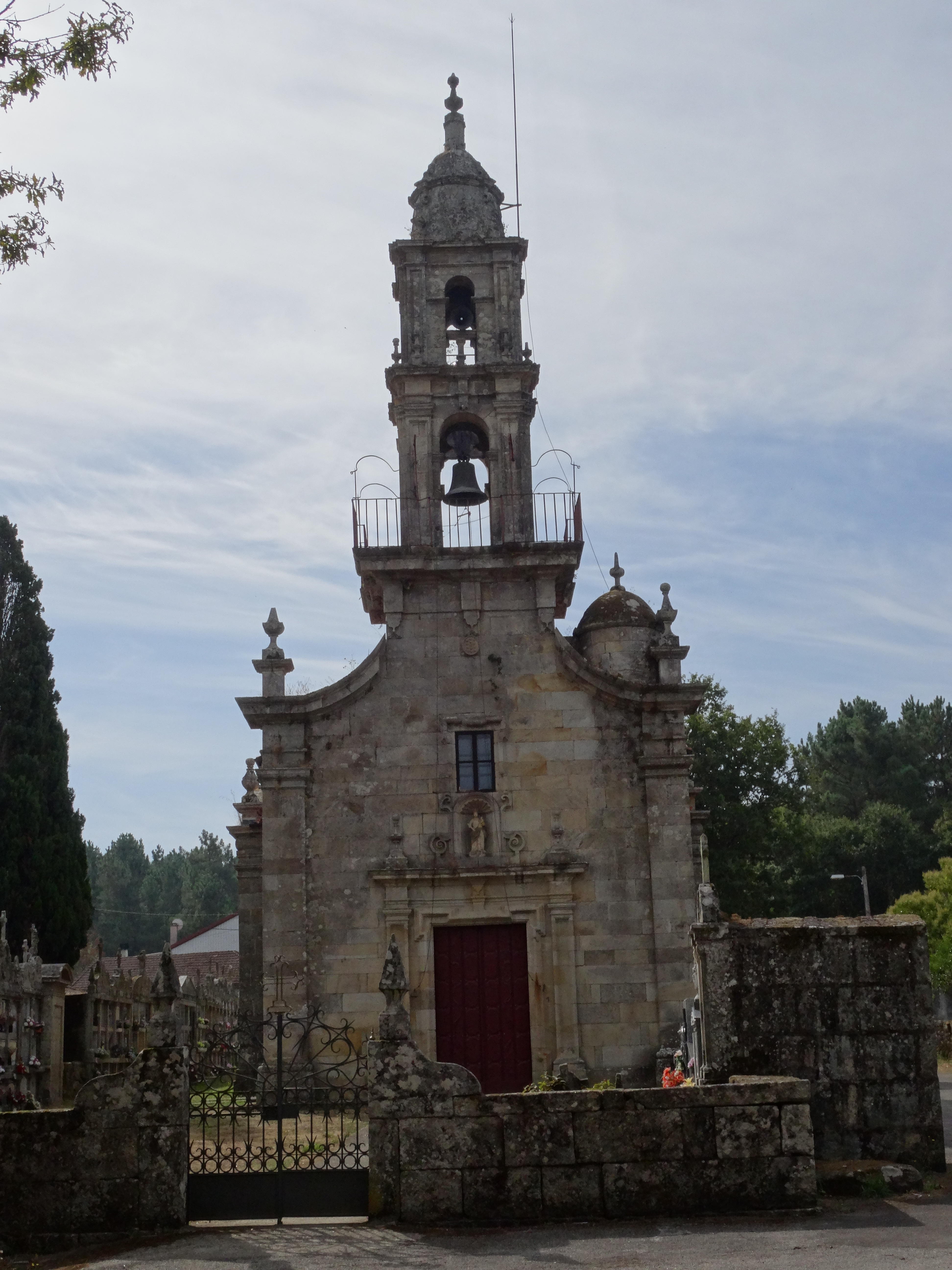
Kirche Mariä Schnee in Grixoa
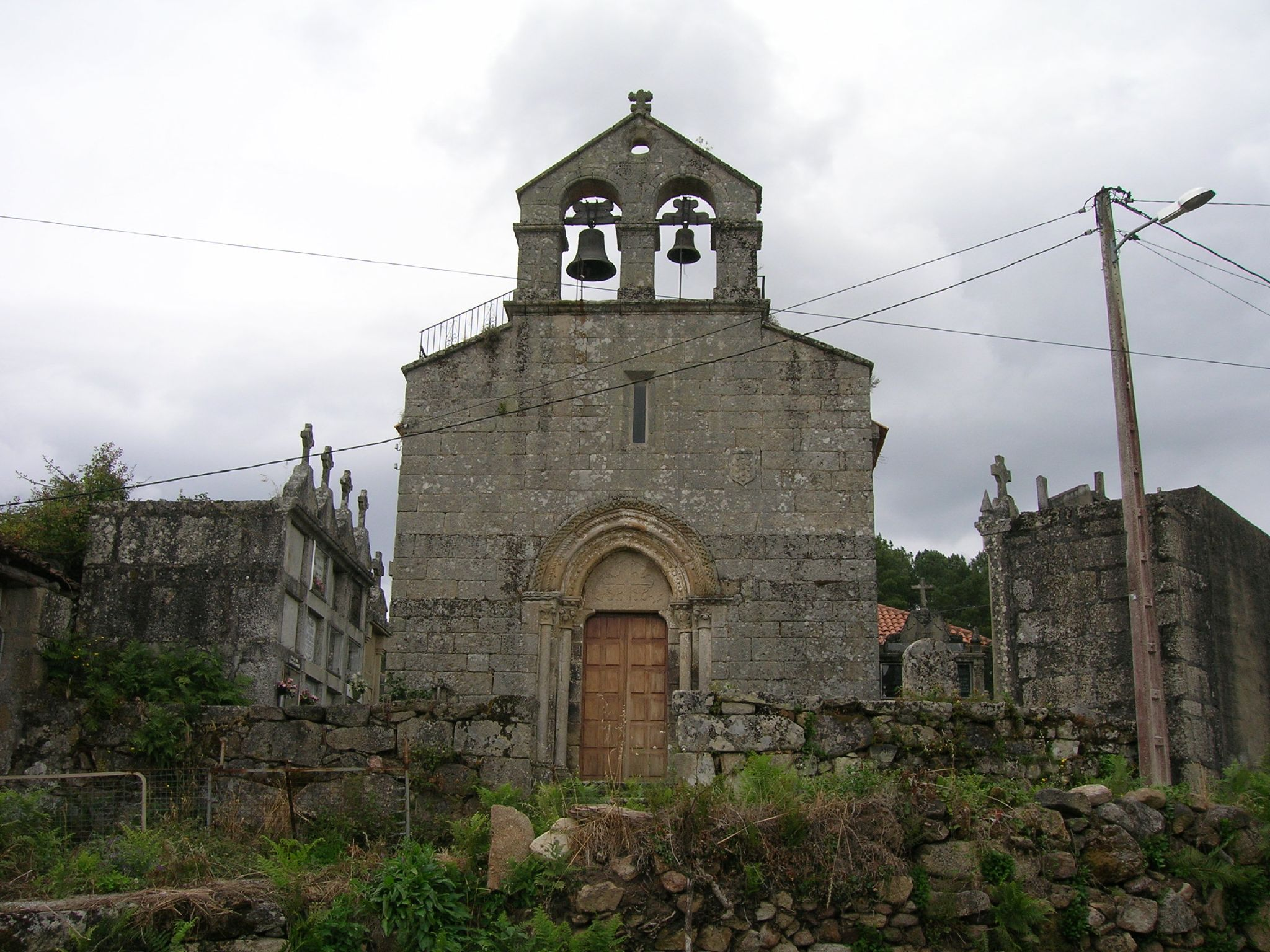
Kirche San Fiz in Navío
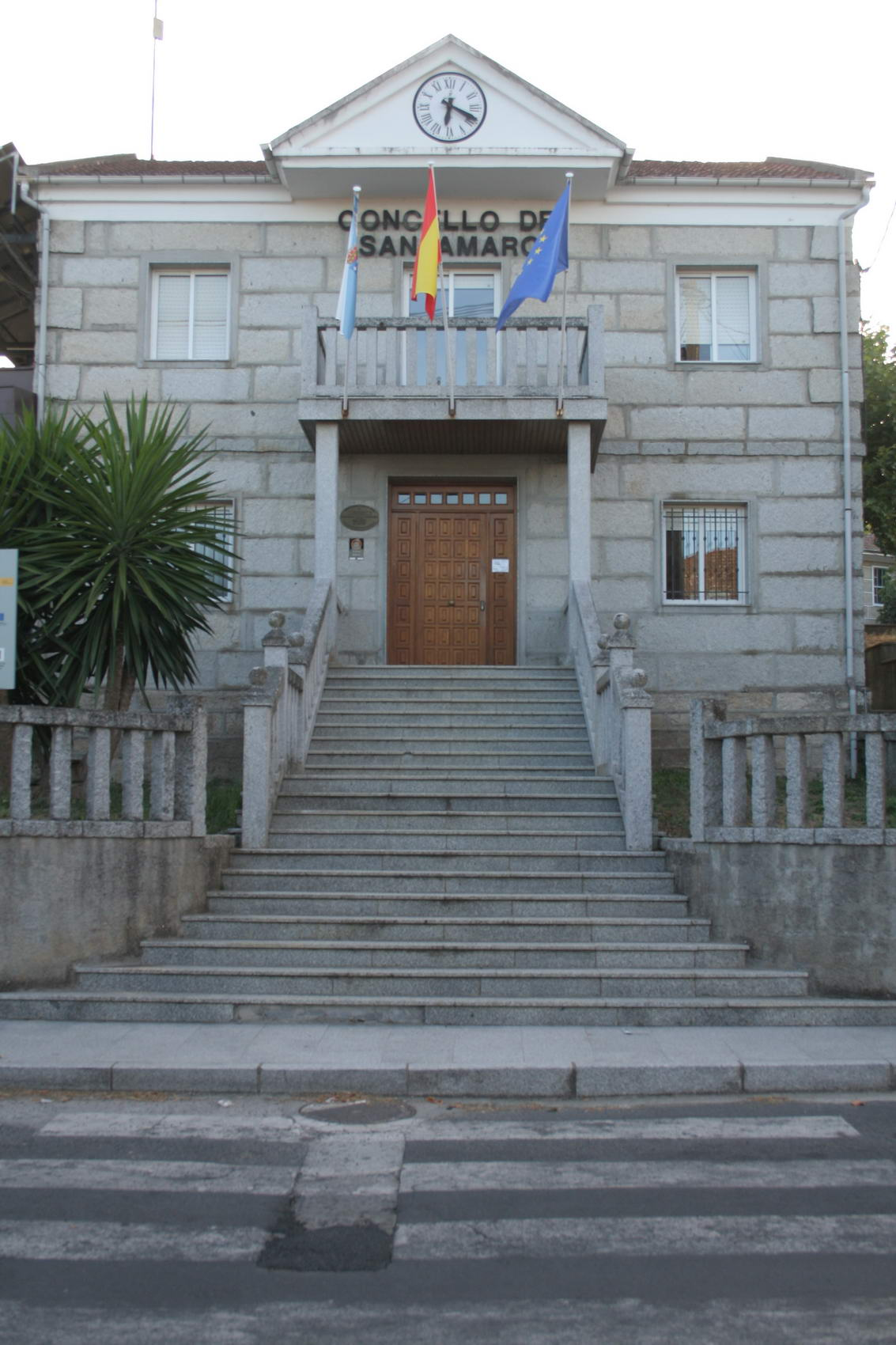
Rathaus San Amaro

- Marienkirche in Salamonde

- Reste der Burganlage von San Cibrao de Las
- Kirche Mariä Schnee
- Kirche San Fiz
- Rathaus San Amaro